# 阜康天池
阜康天池是一个位于中国新疆维吾尔自治区昌吉州的淡水湖，面积约为2.46平方千米，属于蒙新高原区。它的一级流域为内流区诸河，二级流域为准葛尔内流区。